# Scopula subfuscata
Scopula subfuscata är en fjärilsart som beskrevs av Taylor 1906. Scopula subfuscata ingår i släktet Scopula och familjen mätare. Inga underarter finns listade.